# Eagley
Eagley – wieś w Anglii, w hrabstwie ceremonialnym Wielki Manchester, w dystrykcie metropolitalnym Bolton. Leży 22 km na północny zachód od centrum miasta Manchester.